# Dværg (mytologi)
 For alternative betydninger, se Dværg. (Se også artikler, som begynder med Dværg)
En dværg er et mytologisk væsen fra nordisk mytologi, der er kendt som de dygtigste håndværkere i verden, der skabte flere af gudernes mest værdifulde genstande. De har mange ligheder med andre overnaturlige væsner, fx kan de skifte udseende. I nyere tid har de optrådt i eventyr, og har i dag en prominent rolle i fantasylitteraturen, fx i Ringenes Herre og Narnia-fortællingerne.
Dværge bor i bjerge og sten, har tilsyneladende haft en vis lighed med alferne, og haft en stærk tilknytning til Underverdenen og døden. Deres hud var bleg, de havde mørkt hår, de var blændende håndværkere, men samtidig lyssky og nært knyttet til jorden og det underjordiske. I mange fortællinger optræder de også som vogtere af store rigdomme, fx Andvari i Vølsungesagaen.
I dag bruges begrebet dværg til at beskrive mennesker af lille vækst uden reference til dets mytologiske oprindelse. Det har i moderne tid smittet af på beskrivelsen af de mytologiske og eventyrlige dværge, der normalt fremstilles som små af vækst, hvilket de ikke er i de ældste kilder. De bliver almindeligvis også associeret med magi, det fantastiske, og med eventyr. Dværge er i mytologien udelukkende af hankøn, og kan således ikke formere sig ved seksuel reproduktion, men i moderne fremstillinger begrænses de ikke nødvendigvis til et køn.

## Etymologi
Den moderne betegnelse dværg kommer fra det norrøne dvergr, et ord, som går tilbage til proto-germansk *dwergaz (rekonstrueret). Andre beslægtede germanske ord omfatter angelsaksisk dweorȝ, pl. dweorgas, det er oprindelse til det moderne engelske dwarf,og oldhøjtysk twerg (moderne tysk: zwerg). Det ældste skriftlige vidnesbyrd stammer fra angelsaksiske ordlister fra 7. til 9 århundrede, her bruges ordet som en oversættelse af det latinske nanus, pygmaeus, pumilio, humiliamanus (dvs. dværg, pygmæ, lille person). Det engelske begreb havde indtil 18. århundrede, i modsætning til det norrøne og tyske, stort set mistet sin mytologiske betydning, og refererede kun til mennesker af lav vækst. Først med Thomas Percys værk Northern Antiquitites fra 1770 fik begrebet atter en mytologisk betydning.[kilde mangler]
En proto-indoeuropæisk forgænger til ordet kan være *dhwérgwhos (rekonstrueret). Det er bl.a. baseret på sammenligninger med oldgræsk σερφος fra *τϝερφος (dværg/myg). En anden mulig indoeuropæisk rod er *dhwer, der betyder at skade, fordærve. Bl.a. baseret på sanskrit dhvaras-, en form for ondskabsfulde kvindelige dæmoner i Rigveda.[kilde mangler]

## Karakteristik
Det er vanskeligt at afgøre præcist hvilken myto-religiøs rolle som dværgene oprindeligt havde i før-kristen tid. Af de bevarede kilder fra middelalderen og nyere tid fremgår det, at de, sammenlignet med de ældste fremstillinger, gradvist har fået en mere komisk rolle og i højere grad er blevet knyttet sammen med overtro. Dværge var menneskelignende og ikke nødvendigvis mindre af vækst, men kilderne til deres livstil og karaktér er modstridende.
Der findes ingen direkte vidnesbyrd om at dværge blev dyrket fx gennem blótgilder, ligesom for jætterne, der var en anden guddommelig slægt. Den norske religionsforsker Anne Holstmark har karakteriseret begge grupper som magter, som menneskene måtte kæmpe imod og som ikke hørte til i Midgård, men i henholdsvis Underverdenen og Jotunheim. Den australske religionsforsker Margaret Clunies Ross placerer dem i en kosmologisk mellemposition mellem guder og jætter. Det gør hun fordi de, i modsætning til de destruktive jætter, er kreative og aktive i lighed med guderne, men samtidigt levede i sten og blev associeret med kulde og død ligesom jætterne. I modsætning til jætter, er dværge dog som udgangspunkt venligt stemt overfor guderne, medmindre de bliver behandlet uretfærdigt. Det er som beboere i Underverdenen, at de er knyttet til både døden og jordens rigdomme. Deres magi involverede hårdt arbejde, håndværk og metallurgi. De omskabte således undergrundens rigdomme til smykker og værdigenstande, som guder og mennesker kunne bruge. Hvem der skabte dværgene er usikkert, af kilderne fremgår det blot, at de blev skabt af ler og sten og at de reproducerer sig selv vha. fremstilling. Det betyder, at der ikke fandtes kvindelige dværge. I digtet Völuspá opstår de som maddiker i urjætten Ymirs kød.
Som dygtige håndværkere som kan smede og forme metal til både våben og smykker er deres evner efterstræbte af guderne; fx frugtbarhedsgudinden Freja, der gik så langt som at tilbringe en nat sammen med hver af de fire dværge, der skabte smykket Brísingamen til hende. Men dværgenes produkter var magiske, og et dværgevåben førte fx uundgåeligt et drab med sig. Gro Steinsland har beskrevet dværgenes funktion som et middel, om end alt andet end betydningsløst i den mytologiske verden. I henhold til Snorre Sturlason er verden ´fx båret oppe af fire dværge, en i hvert verdenshjørne: Vestre, Nordre, Østre og Søndre. Hun understreger også, at de er heller ikke kun knyttet til døden, men også til skabelsen, og at de formentlig var med til at skabe de første mennesker, Ask og Embla. Hvilket antagelig er årsagen til, at dværgenes navne er mindet i en lang remse i Völuspá.
Teorien om dværgenes rolle som beboere af et dødsrige bygger bl.a. på beskrivelser af deres udseende som værende blege, mørke og lyssky. Nogle af de dværgenavne, der optræder i Völuspá kan også relateres til døden. Men hovedparten af de kendte dværgenavne er afledninger af redskabsnavne, som er relateret til deres funktion som magiske håndværkere.
Der er også en mulig men utydelig forbindelse mellem alfer, vætter og dværge. Hvilket fx fremgår af dværgenavnene Álfr, Gandálfr, og Vindálfr. Det er særligt den meget mystiske gruppe af svartalfer, der synes, at en nær parallel til dværgene. Alfer har også en forbindelse til døden, måske har de været opfattet som slægtens afdøde medlemmer. Folklorens nisser har træk, der relatere til dem til både alfer og dværge; ligesom dværgene er de underjordiske, lever i gravhøje og er knyttet til hårdt arbejde, og måske er de et levn til den forfædrekult alferne måske var en del af. Selvom dværgene har mange ligheder med andre væsener, så har de også træk, der adskiller dem fra dem. Mens alferne fx både var af hunkøn og hankøn, så var dværgene udelukkende af hankøn.

## Dværge fra nordisk mytologi
- Andvare, Fafner, Odder (nordisk mytologi), Regin, Reidmar
- Ivaldesønnerne, Brokk, Sindre
- Nordre, Søndre, Østre og Vestre
- Alvis, Brisingerne, Lit, Fjalar og Galar
- Dværgenavne fra Völuspá:

| 9. Þá gengu regin öll á rökstóla, ginnheilög goð, ok um þat gættusk, hverir skyldi dverga dróttir skepja ór Brimis blóði ok ór Bláins leggjum. 10. Þar var Móðsognir mæztr of orðinn dverga allra, en Durinn annarr; þeir mannlíkun mörg of gerðu dvergar í jörðu, sem Durinn sagði. 11. Nýi, Niði, Norðri, Suðri, Austri, Vestri, Alþjófr, Dvalinn, Nár ok Náinn Nípingr, Dáinn Bívurr, Bávurr, Bömburr, Nóri, Ánn ok Ánarr, Óinn, Mjöðvitnir. 12. Veggr ok Gandalfr, Vindalfr, Þorinn, Þrár ok Þráinn, Þekkr, Litr ok Vitr, Nýr ok Nýráðr, nú hefi ek dverga, Reginn ok Ráðsviðr, rétt of talða. 13. Fíli, Kíli, Fundinn, Náli, Hefti, Víli, Hannar, Svíurr, Billingr, Brúni, Bíldr ok Buri, Frár, Hornbori, Frægr ok Lóni, Aurvangr, Jari, Eikinskjaldi. 14. Mál er dverga í Dvalins liði ljóna kindum til Lofars telja, þeir er sóttu frá salar steini Aurvanga sjöt til Jöruvalla. 15. Þar var Draupnir ok Dolgþrasir, Hár, Haugspori, Hlévangr, Glóinn, Dóri, Óri Dúfr, Andvari Skirfir, Virfir, Skáfiðr, Ái. 16. Alfr ok Yngvi, Eikinskjaldi, Fjalarr ok Frosti, Finnr ok Ginnarr; þat mun æ uppi meðan öld lifir, langniðja tal Lofars hafat. | 12. Da gik alle Guder, de hellige, gode, til Dommersæde for der at dömme, hvo der skulde skabe Dværgenes Skare af den blodige Ström, af Blåins Ben. 13. Blev da Modsogne ypperst og mægtigst af alle Dværge, men Durin den anden. I Mands Lignelse skabte de mange Dværge i Jorden, som Durin sagde. 14. Ny og Næ, Nord og Syd, Øst og Vest, Althjov, Dvalin, Nå og Nåin, Niping, Dåin, Bivör, Båvör, Bömbur, Nore, Ån og Ånar, Oin, Mjødvitne. 15. Veg og Gandalv, Vindalv, Thorin, Thrå og Thråin, Thekk, Vit og Lit, Ny og Nyråd, Regin og Rådsvid. Nu har jeg rigtigt Dværgene nævnet. 16. File, Kile, Funden, Nale, Hefte, Vile, Hanar, Svior, Billing, Brune, Bild og Bure, Fraa, Hornbore, Fræg og Lone, Ørvang, Jare, Ejkinskjald. 17. Tid er at tælle for Mændenes Slægter Dværgenes Flok fra Dvalin til Lovar, de, som søgte fra Salens Sten til Ørvangs Sæde, til Kampens Sletter. 18. Der var Drøpne og Dolgthrase, Hår, Höjspore, Hlævang, Gloin, Dore, Ore, Duv, Andvare, Skirve, Virve, Skavid, Å. 19. Alv og Yngve, Ejkinskjald, Fjalar og Froste, Finn og Ginnar. Evig skal mindes, mens Mennesker leve, Lovars Fædres lange Række. |

## Dværge i nyere tid

### Folklore
Overleverede forestillinger om dværge har dannet basis for yngre træk hos eventyrfigurer og væsner i nordisk folklore, men den figur, der kendes fra den før-kristne mytologi er i store træk forsvundet. Begrebet Dværg er ind i mellem brugt i folkloren, men betydningen varierer meget. I Norge er navnet Dvergefolk fx blevet brugt synonymt Underjordsfolk. Men når Dværgen optræder i folkeeventyr er det ofte i historier, som andre steder har nissen i samme rolle. Dværge kan også optræde som sygdomsdæmoner. I norske svartebøker (Cyprianus) findes der fx råd mod Draugslag og Draugsug på kvæg.

### Moderne kultur
Dværge optræder i flere eventyr. Blandt de mere kendte er De Syv Små Dværge fra eventyret Snehvide, populariseret af Walt Disney i filmen Snehvide og de syv små dværge.
I J. R. R. Tolkiens historier Hobitten og Ringenes Herre har dværge en fremtrædende rolle. Navnene på flere af de dværge, der omtales i historierne stammer fra den liste af dværgenavne, der findes i digtet Völuspá. I Tolkiens verden blev dværgene skabt af smeden Aulë, som var en vala, længe før elverne og menneskene, da Aulë var utålmodig og ikke ville vente på Ilúvatars børn for at få elever til smedekunsten. Derfor skabte han dværgenes syv forfædre i hemmelighed. De er lave af vækst, har tykke skæg, og de boede oftest i grotter og huler i bjergene.
I mmorpg-computerspillet World of Warcraft er dværge (Dwarves) en af de racer som man kan spille.